# ميخائيل كروكر
ميخائيل كروكر (بالإنجليزية: Michael Crocker)‏ هو لاعب دوري الرغبي أسترالي، ولد في 21 يونيو 1980 في Auburn, New South Wales ‏ في أستراليا.